# Avenue Félicien-Rops
L'avenue Félicien-Rops est une voie du 13e arrondissement de Paris, en France.

## Situation et accès
L'avenue Félicien-Rops est une voie publique située dans le 13e arrondissement de Paris. Elle débute rue de la Poterne-des-Peupliers et se termine rue de Sainte-Hélène.

## Origine du nom

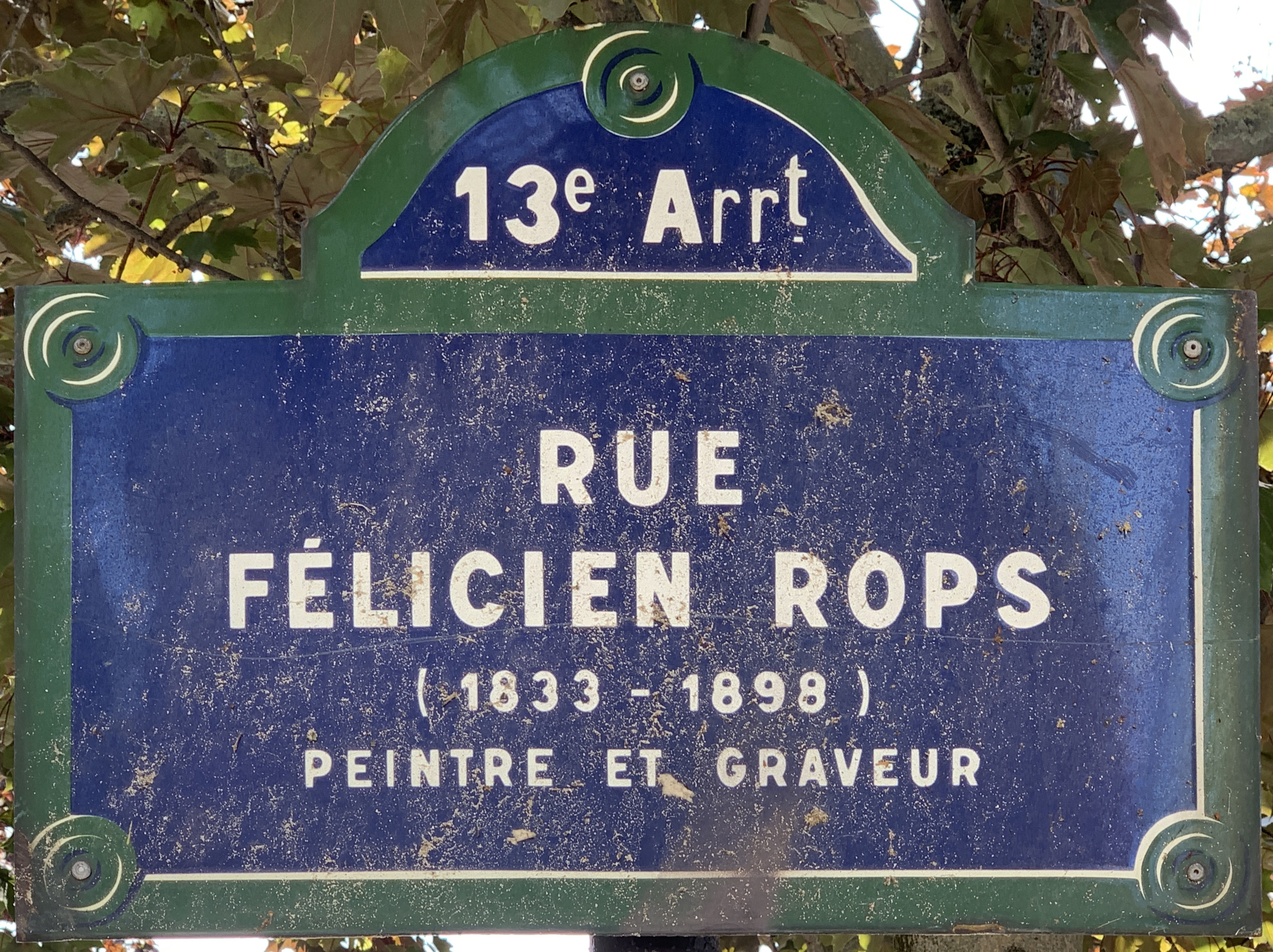
Plaque de la voie.

Elle porte le nom de Félicien Rops peintre, dessinateur, illustrateur, aquafortiste et graveur, belge.

## Historique
Cette ancienne voie de Gentilly, initialement appelée « avenue du Cimetière » ou « avenue du Cimetière de Gentilly », a été annexée à Paris par décret du 3 avril 1925 sous le nom de « rue du Parc » avant de prendre sa dénomination actuelle en 1934.